# Schoolstraat (Montfoort)
De Schoolstraat is een straat in de historische stadskern van de Nederlandse plaats Montfoort die is vernoemd naar de openbare lagere school die hier in de negentiende eeuw werd gebouwd. Voor de bouw van de school droeg de straat dezelfde naam als de Achterstraat, waarvan het nog steeds in het verlengde ligt. De school werd later een rooms-katholieke jongensschool.
De straat had vroeger een agrarisch karakter. Schoolstraat 9-11 uit 1880 herinnert hier nog aan, omdat dit pand van oorsprong een stadsboerderij was.
Achterstraat ·
Blindeweg ·
Bovenkerkweg ·
De Plaats ·
Doeldijk ·
Havenstraat ·
Heeswijkerpoort ·
Heilig Levenstraat ·
Hofdijk ·
Hofstraat ·
Hoogstraat ·
Julianalaan ·
Keizerstraat ·
Lieve Vrouwegracht ·
Lindeboomsweg ·
Mannenhuisstraat ·
Mastwijkerdijk ·
Molenstraat ·
Om 't Hof · 
Om 't Wedde · 
Onder de Boompjes ·
Oude Boomgaard ·
Schoolstraat  ·
Slotlaan ·
Vrouwenhuisstraat ·
Waardsedijk ·
Waterpoort ·
Willeskopperpoort ·
IJsselplein ·
IJsselkade ·
IJsselveld